# Apulische Vasenmalerei

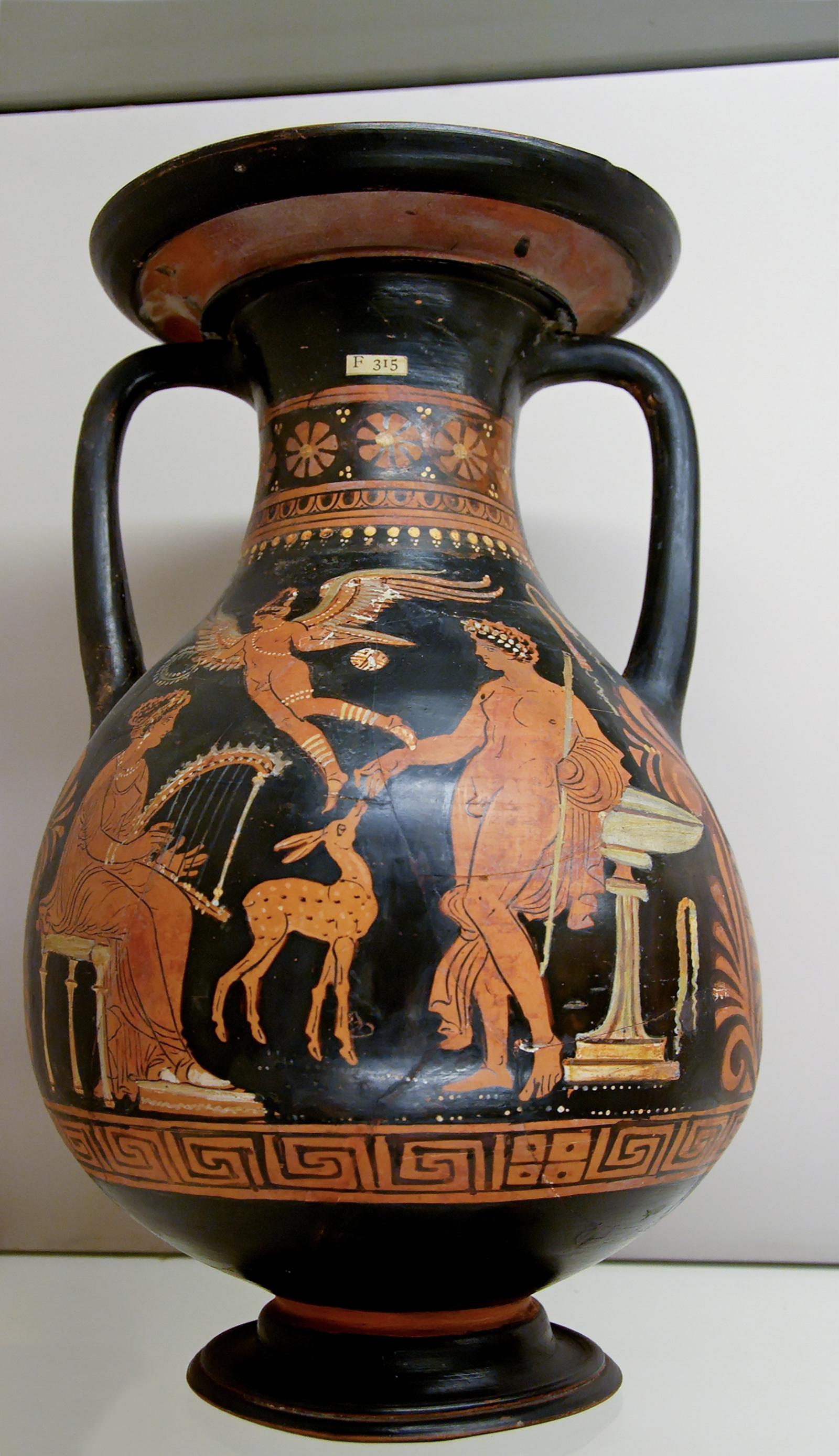
Pelike der Tarrytown-Gruppe; Eros, eine Frau mit Harfe sowie ein Jüngling mit einem Rehkitz; um 320/310 v. Chr.

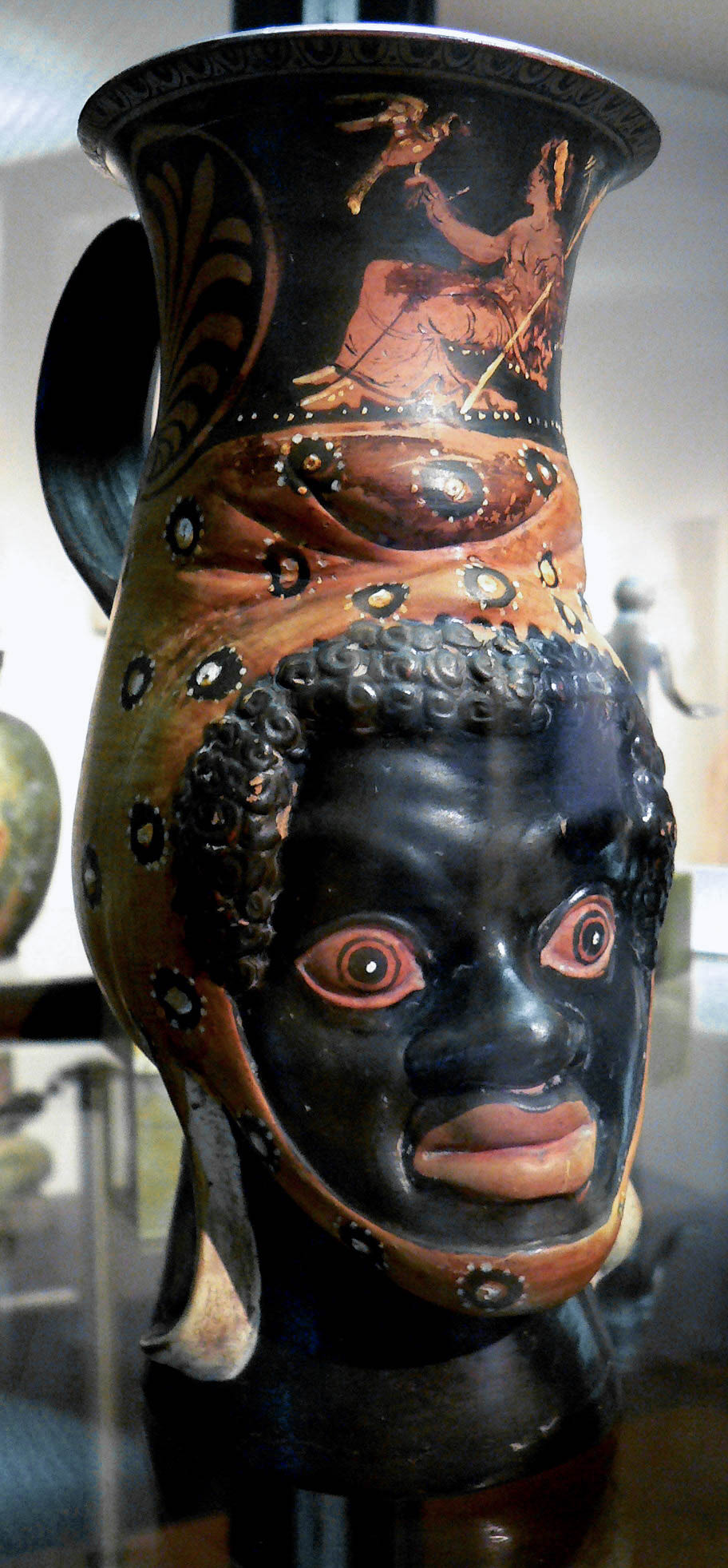
Kopfgefäß (Rhyton) mit Darstellung eines Schwarzen Menschen

Die Apulische Vasenmalerei war zwischen 430 und 300 v. Chr. die führende Form der unteritalischen Vasenmalerei. Von den schätzungsweise 20.000 überlieferten rotfigurigen Exemplaren werden etwa die Hälfte der apulischen Vasenproduktion zugeschrieben, die andere Hälfte den vier anderen unteritalischen Zentren in Paestum, Kampanien, Lukanien und Sizilien.
Das Produktionszentrum der apulischen Vasen befand sich in der Stadt Tarent, der einzigen großen griechischen Siedlung in Apulien. Es werden zwei Stile unterschieden, der plain und der ornate style. Die erste Form verzichtet weitgehend auf Zusatzfarben und wurde vor allem bei der Verzierung von Glocken- und Kolonettenkrateren sowie bei kleineren Gefäßen eingesetzt. Das Dekor ist hier eher einfach und die Bildkompositionen bestehen meist aus ein bis vier Figuren (so beim Sisyphos-Maler oder dem Tarporley-Maler). Thematische Schwerpunkte bilden vor allem mythische Themen, aber auch Frauenköpfe, Krieger in Kampf- und Abschiedsszenen und dionysische Thiasos-Bilder. Auf der Rückseite wurde meist Jünglinge in Mänteln dargestellt. Nach der Mitte des 4. Jahrhunderts näherten sich einige Künstler wie der Varrese-Maler dem ornate style an.
Die Künstler des ornate style bevorzugen große Gefäße mit großen Darstellungsflächen wie Volutenkratere, Amphoren, Loutrophoren oder Hydrien. Es wurden bis zu 20 Personen in oftmals zwei oder mehr Zonen des Vasenkörpers dargestellt. Die Figuren machten nicht selten einen schwerelosen, leichten Eindruck. An Farben wurde selten gespart, vor allem wurden rote, goldgelbe und weiße Farben verwendet. Waren die Vasen zunächst noch recht schlicht verziert, begannen die Maler etwa seit der Mitte des 4. Jahrhunderts v. Chr. damit, vor allem in den Halszonen und an den Seiten der Vasen üppige Pflanzen- und Ornament-Dekorationen anzubringen. Ab derselben Zeit werden auch vermehrt perspektivische Ansichten, vor allem von Gebäuden, hier vor allem „Unterweltpalästen“, sogenannten Naiskoi, gezeigt. Seit etwa 360 v. Chr. werden Grabszenen mit Offranten immer häufiger, die sich um einen stilisierten Grabbau oder um eine Säule versammelten. Wichtigere Vertreter der Zeit sind unter anderem der Iliupersis-Maler, der Dareios-Maler und der Baltimore-Maler. Der Unterwelt-Maler setzte die Werkstatttradition des Dareios-Malers fort. Die Dareios-Unterwelt-Werkstatt produzierte mehr als 2000 Vasen und damit mindestens jede fünfte bekannte apulische Vase des rotfigurigen Stils.

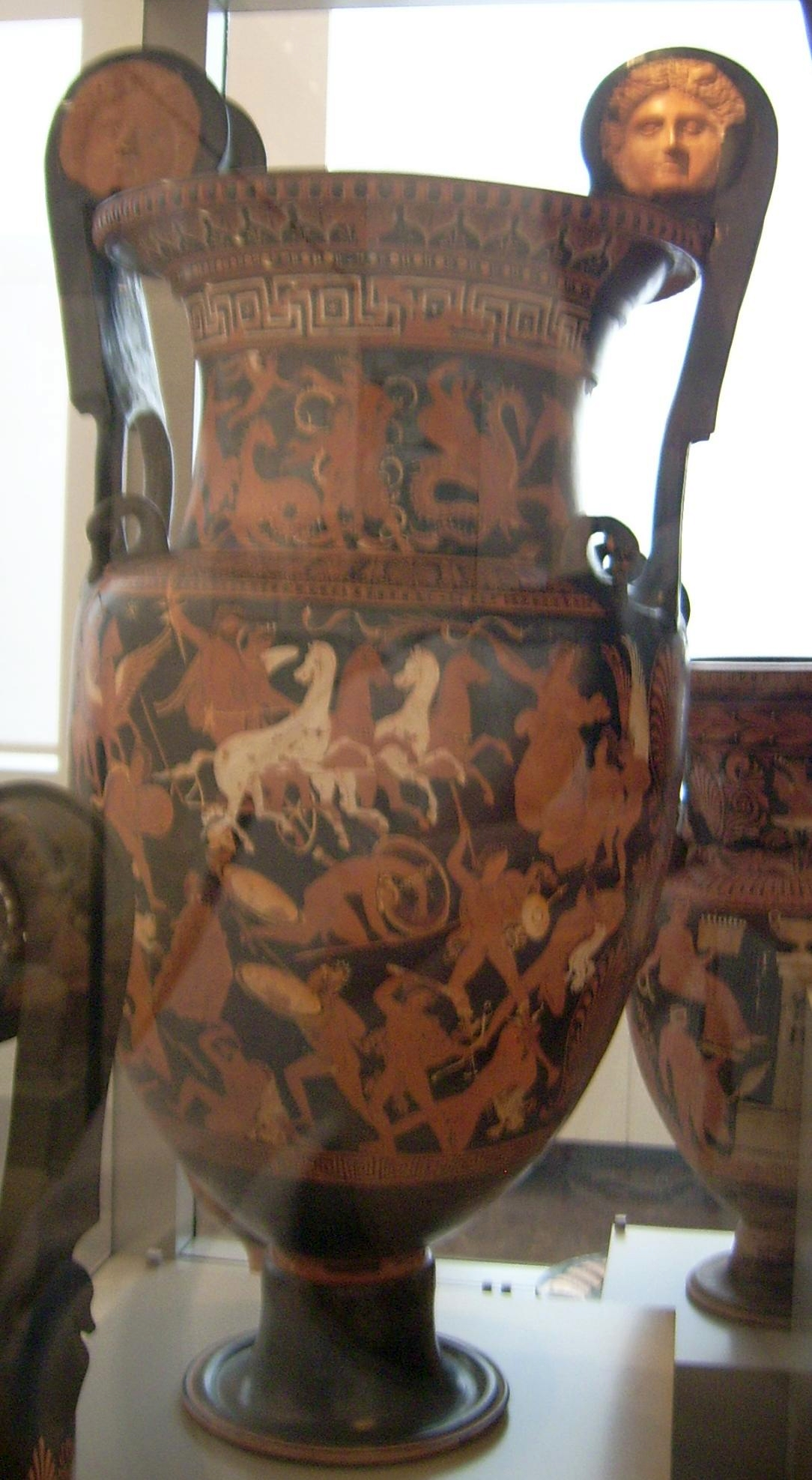
Gigantomachie-Krater des Unterwelt-Malers, um 340 v. Chr.

Beliebte Motive aus der Mythologie sind Götterversammlungen und Amazonenschlachten, Bellerophon und Herakles sowie Begebenheiten aus dem trojanischen Sagenkreis. Daneben werden vielfach seltene Sagen dargestellt, die sonst nur wenig Niederschlag in der antiken Kunst fanden. Viele Szenen haben auch dionysische oder aphrodisische Motive, die unmittelbar mit der Sepulkralkultur und dem Totenkult zusammenhängen. Jenseitsvorstellungen werden häufig durch Motive der Vasenmalerei fassbar. In diesem Zusammenhang sind auch die Frauenköpfe einzuordnen, die aus Blütenkelchen oder zwischen Ranken wachsen. Manchmal werden die Frauenköpfe auch durch Pan, Hermes oder Orientalen ersetzt. Seit der zweiten Hälfte des vierten Jahrhunderts kommen auch verstärkt Darstellungen von Hochzeiten, Frauen und erotischen Szenen in Mode. Ebenso trifft man auf apulischen Vasen wie auch bei anderen unteritalischen Vasen aber anders als bei attischen Vasen auf Theaterdarstellungen. Dabei gibt es sowohl Darstellungen des dramatischen Theaters wie auch der Posse (Phlyakenvasen). Dafür sind nach 370 v. Chr. Alltags- und Sportszenen nahezu völlig aus dem Repertoire der Maler verschwunden.
Die apulischen Vasenmaler beeinflussten die anderen unteritalischen Vasenmaler nicht unbeträchtlich. Es scheint auch, dass sich manche Künstler in anderen Städten (so in Canosa) niedergelassen haben. Neben der rotfigurigen Keramik wurde auch Schwarzfirnis-Keramik, die mit aufgemalten Dekor verziert wurden (Gnathiavasen), und polychrome Vasen (Canosiner Vasen) hergestellt. Der unteritalische Ton war weniger eisenreich als der attische, weshalb er nicht das kräftige Rot der attischen Vasen erreichte. Das wurde noch vor dem Brand versucht durch farbliche Überzüge aus hellockerfarbenen Tonschlicker zu kompensieren. Gleichzeitig erreichte man damit eine glatte Oberfläche.